# Baars
De Baars, ook wel Europese baars of rivierbaars genoemd, (Perca fluviatilis) is een vis uit de familie echte baarzen (Percidae), die van nature in de Benelux voorkomt. Verwanten van deze soort zijn onder andere de snoekbaars en de pos.

## Kenmerken
De baars heeft een vrij hoog lichaam, twee rugvinnen en een kenmerkend patroon van meestal zes donkere dwarsbanden. De kleuren van de vis zeggen niet zoveel, maar aan de achterkant van de voorste rugvin heeft de baars altijd een zwarte vlek. De staart en de onderste vinnen hebben een oranje zweem. De voorste rugvin evenals de buik- en borstvinnen hebben harde stralen met een scherpe punt, als je hierdoor geprikt wordt kan het erg irriteren vanwege het slijm van de vis. Op de kieuwdeksels heeft de baars scherpe randen en punten. Hij kan tot 60 centimeter lang en 4,5 kilogram zwaar worden. Hij kan 16 jaar oud worden.
De baars heeft tandjes op de kaakrand om prooien te kunnen vasthouden, maar heeft geen grote vangtanden zoals de snoek of snoekbaars.

## Leefwijze
De baars is ondanks zijn stekels een gewilde prooi van de snoek. Baarzen staan evenals snoeken bekend om hun kannibalisme. In de zomer komen vaak erg grote scholen met jonge baars voor die voor hun wat oudere soortgenoten een gewilde prooi vormen. Ook dan jaagt de baars vaak groepsgewijs op de opgejaagde visjes.

## Voortplanting
De vissen paaien van maart tot juni in zeer ondiep water; zij leggen soms wel 200.000 eieren in lange netvormige linten. De jongen komen na 3 weken uit. De jonge roofvis zwemt vaak in scholen en zoekt zijn prooi, die hij opzuigt met zijn uitstulpbare bek, langs de oever of bij de bodem. Als de baars ouder wordt komt hij vaker solitair voor in dieper water. De jongen eten plankton en insecten.

## Verspreiding en leefgebied
De baars leeft verspreid over bijna heel Europa en Noord-Azië, in meren, plassen, kanalen,moerasland, rivieren en brak water.
De baars is een van de eerste vissen die nieuw aangelegde wateren koloniseert. In voedselarme wateren (vennen en zandafgravingen) is de baars samen met de blankvoorn de dominante vissoort. De baars is een zichtjager en heeft dus helder water nodig. Hij leeft in het algemeen in scholen van enkele tientallen dieren van ongeveer gelijke grootte. In deze scholen kan een enorme voedselnijd optreden waarbij een vermeende prooi door de hele school tegelijk wordt bejaagd.

## Visreglement
Voor de baars geldt in Nederland een vangverbod van 1 april tot de laatste zaterdag van mei. Dit geldt voor de sportvisserij. De beroepsvisserij mag pas op 1 juni baars vangen.
In België mag men de baars het heel jaar door met maden of wormen vangen en meenemen, van juni tot december mag men deze vis ook met levende of dode visjes of kunstaas vangen. Denk er wel aan dat men in België geen levende vissen mag meenemen.
In Nederland mag niet met levend aas gevist worden.

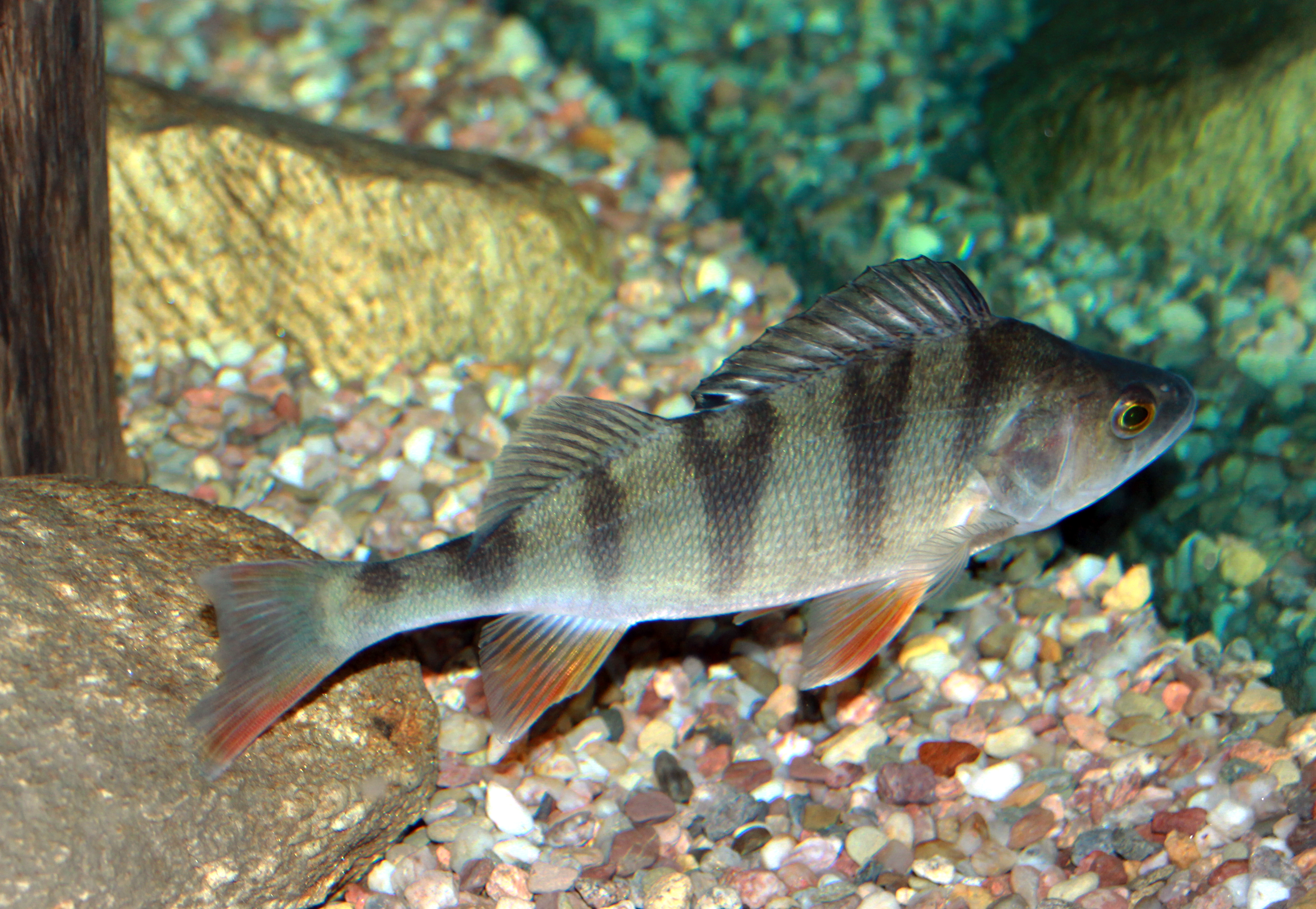
On exhibition Subaqueous Vltava, Prague
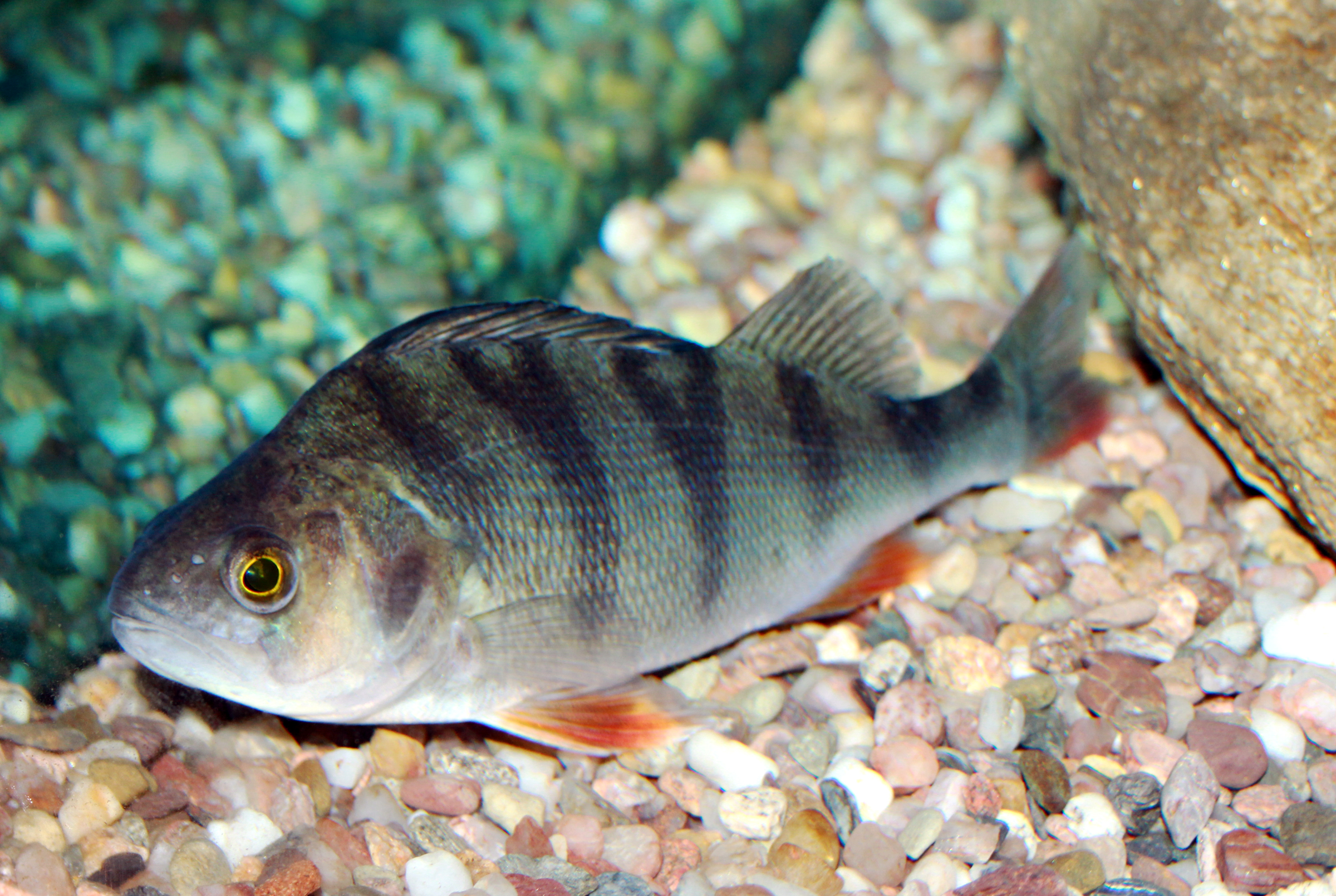
On exhibition Subaqueous Vltava, Prague
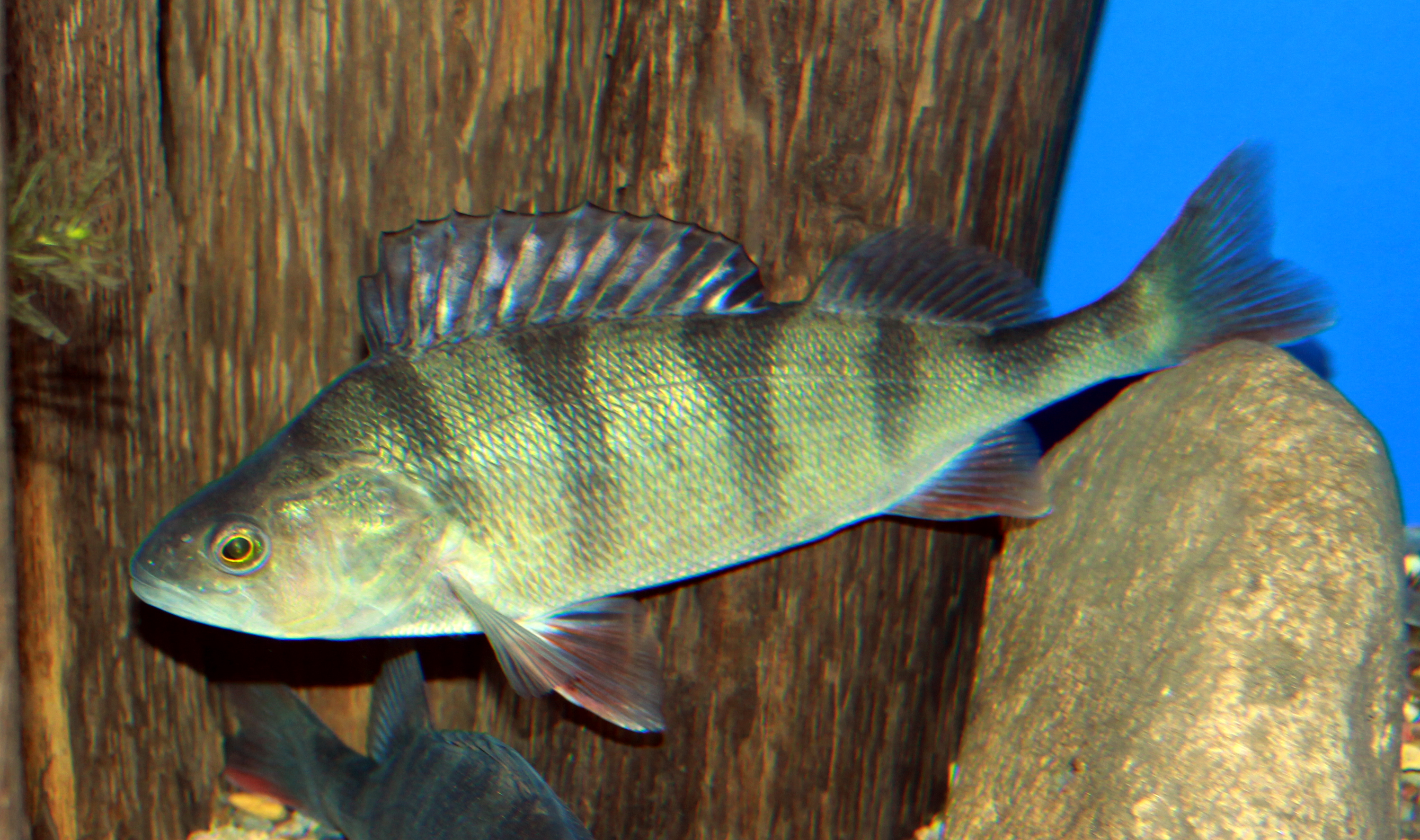
On exhibition Subaqueous Vltava, Prague
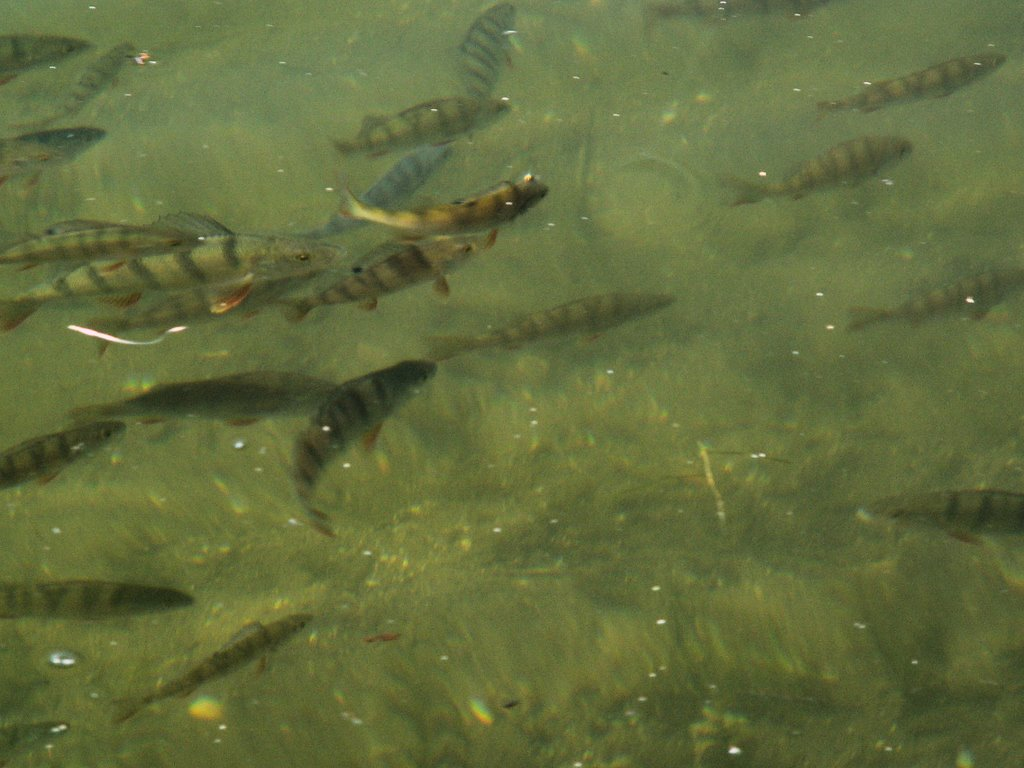
Voedselnijd in een schooltje baars uit een zandafgraving
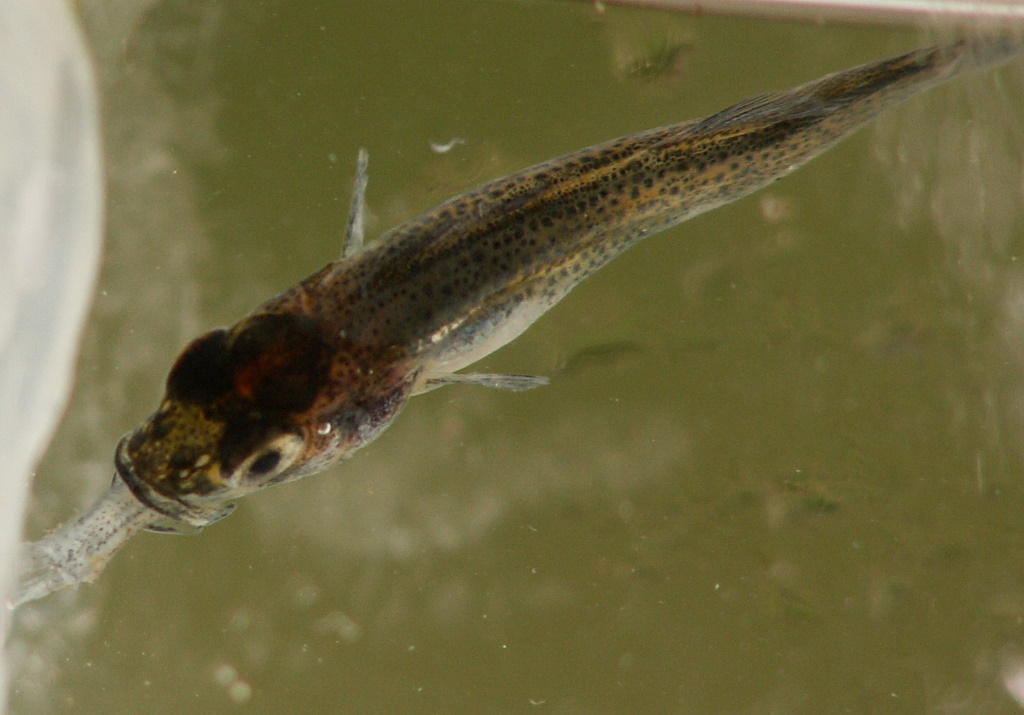
Kannibalistisch baarsje uit Drents ven.
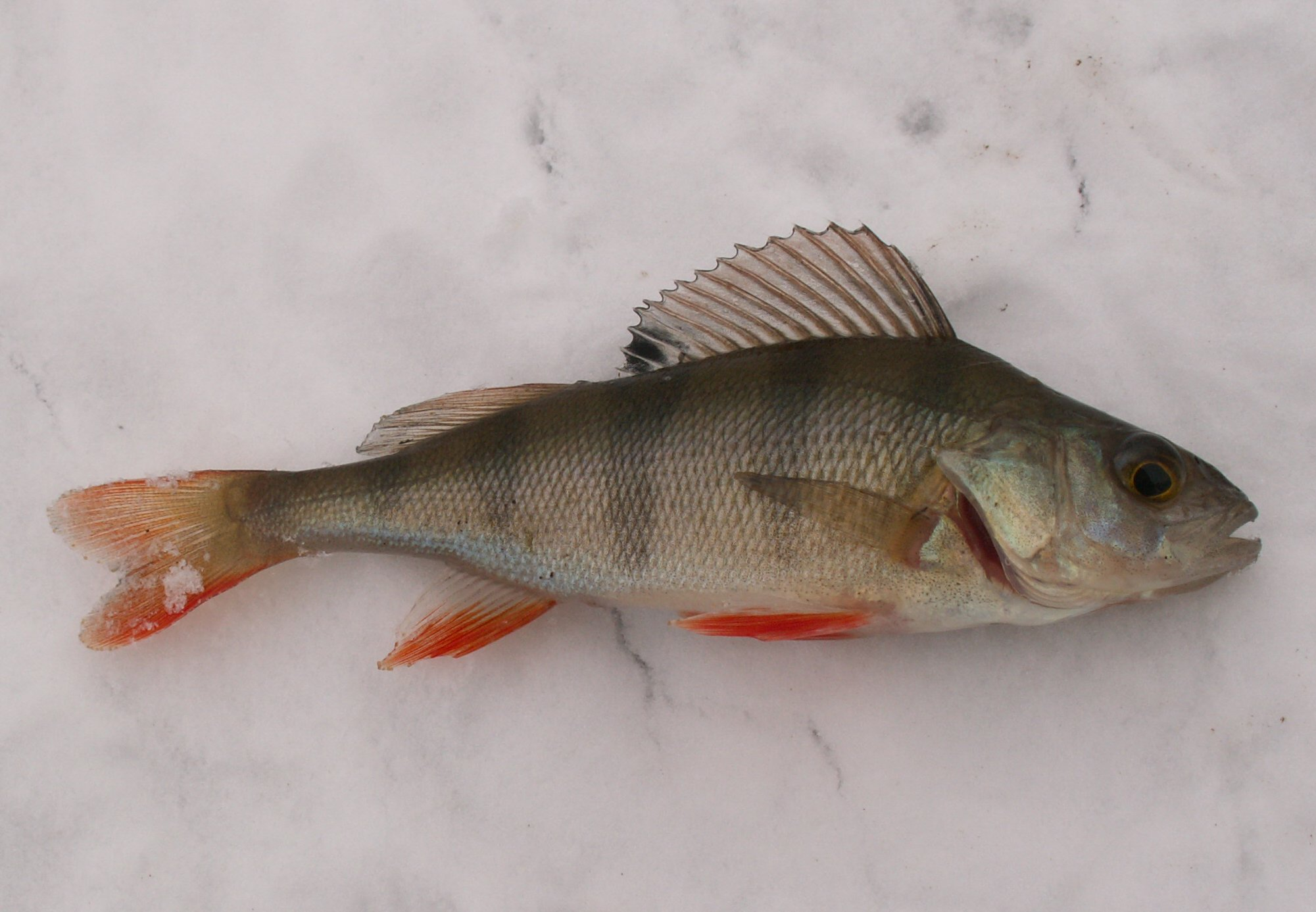
Middelgrote baars
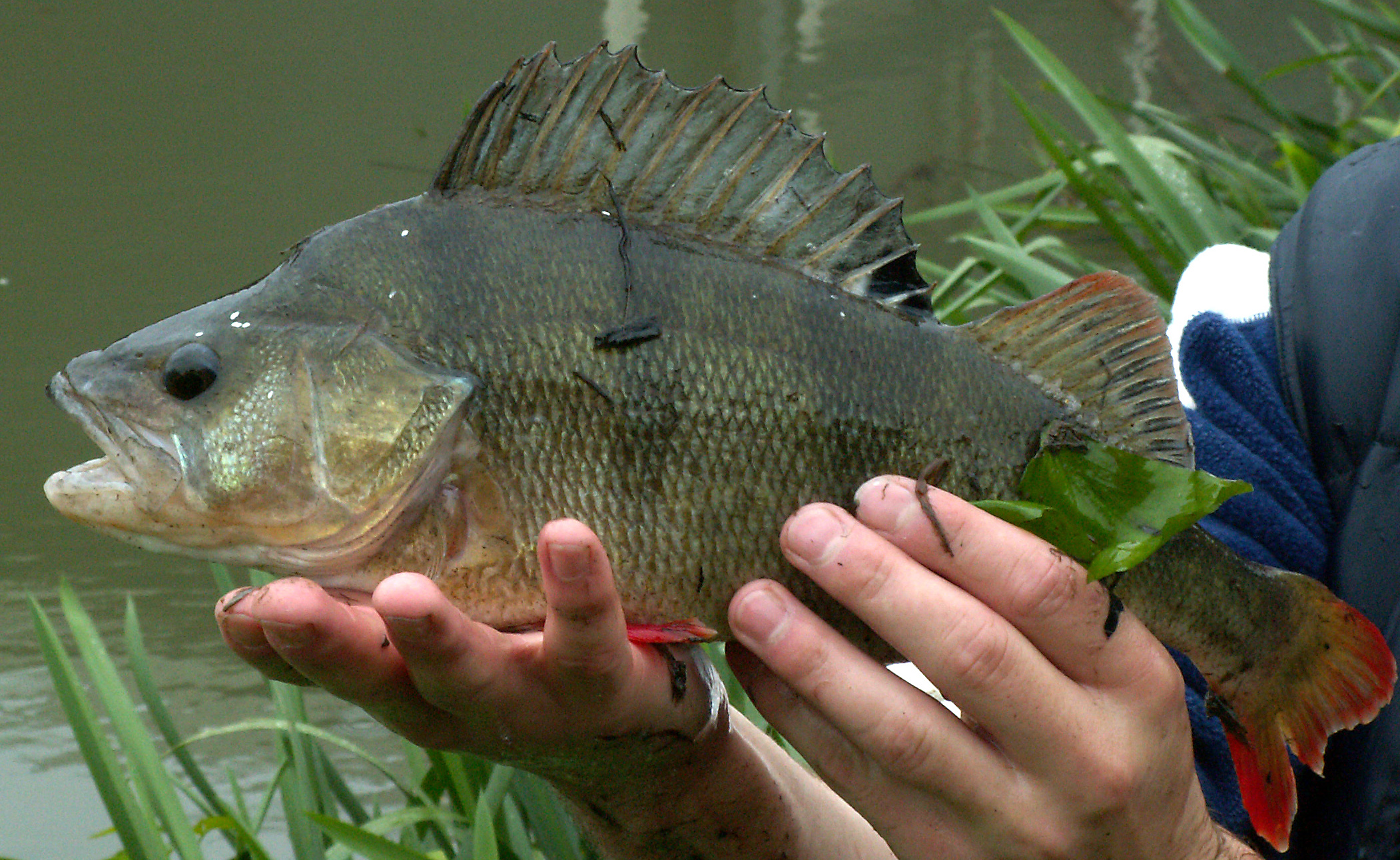
Forse baars met hoge rug
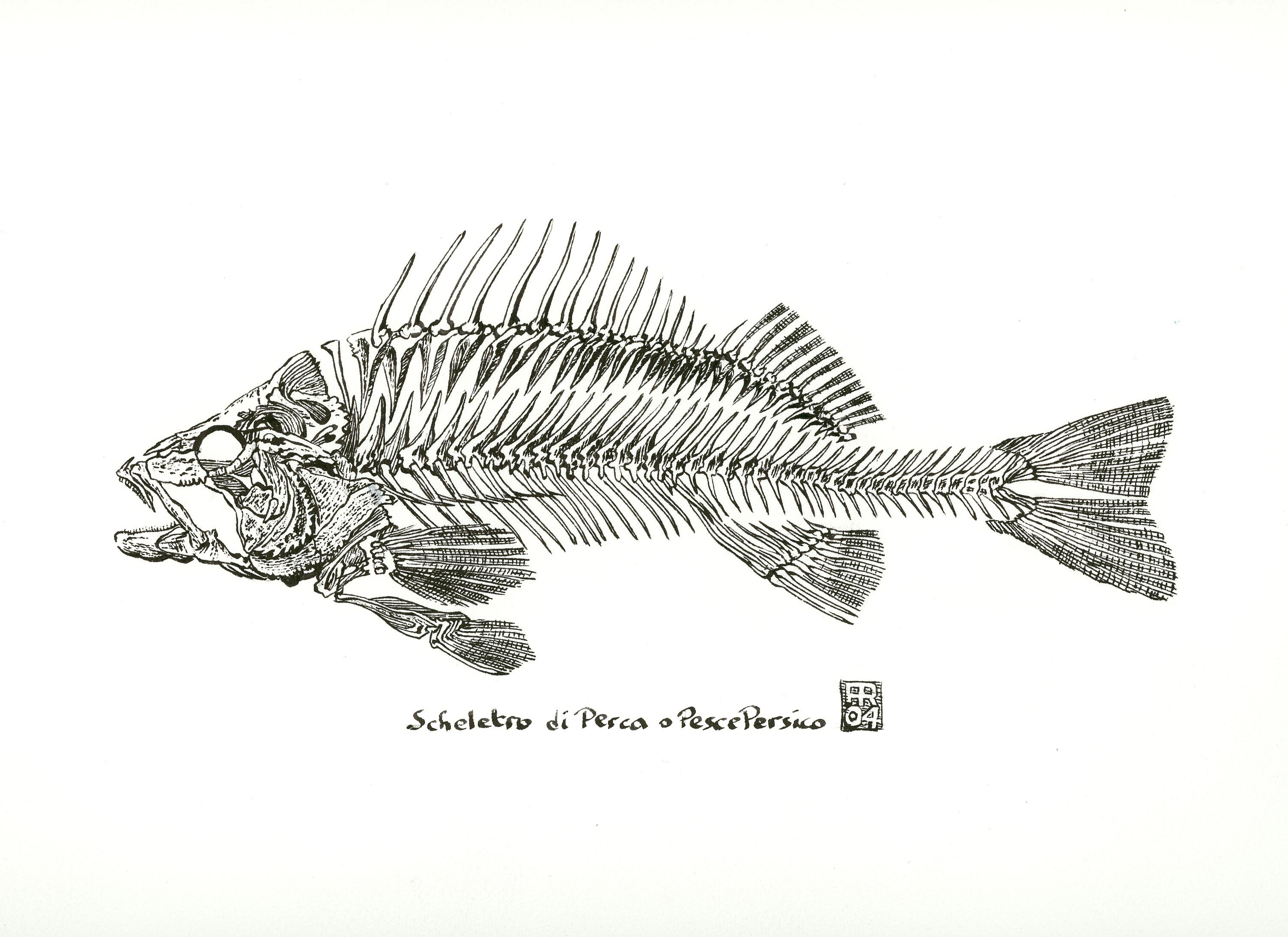
Skelet van een baars